# Belonostomus
Belonostomus es un género extinto de peces actinopterigios prehistóricos del orden Aspidorhynchiformes. Este género marino fue descrito científicamente por Agassiz en 1843.

## Especies
Clasificación del género Belonostomus:
- † Belonostomus Agassiz 1843
  - † Belonostomus aciculiferus Nessov 1985
  - † Belonostomus attenuatus Dixon 1850
  - † Belonostomus carinatus Mawson y Woodward 1907
  - † Belonostomus cinctus Dixon 1850
  - † Belonostomus indicus Lydekker 1890
  - † Belonostomus longirostris Lambe 1902
  - † Belonostomus tenuirostris Agassiz 1835